# Supercoppa polacca 2011 (pallavolo femminile)
La Supercoppa polacca di pallavolo femminile 2011 si è svolta il 9 ottobre 2011: al torneo hanno partecipato due squadre di club polacche e la vittoria finale è andata per la seconda volta al Małopolski Klub Siatkówki Muszyna.

## Regolamento
Le squadre hanno disputato una gara unica, inserita all'interno di un torneo amichevole precampionato.

## Squadre partecipanti
| Squadra     | Qualificazione                                                      | Ultima partecipazione   |
| ----------- | ------------------------------------------------------------------- | ----------------------- |
| BKS         | Finalista Coppa di Polonia 2010-11                                  | Supercoppa polacca 2010 |
| Muszynianka | Vincitrice Liga Siatkówki Kobiet 2010-11 e Coppa di Polonia 2010-11 | Supercoppa polacca 2009 |

## Torneo
| 9 ottobre 2011 ?, Szamotuły Durata: ? - Spettatori: ? | Muszynianka | 3 - 0 | BKS | 25-21, 26-24, 25-19 |